# Regering-Frieden
De Regering-Frieden was van 29 maart 1958 tot 2 maart 1959 aan de macht in het Groothertogdom Luxemburg. De regering was een coalitie van de Chrëschtlech Sozial Vollekspartei (Christelijk-Sociale Volkspartij, CSV) en de Lëtzebuerger Sozialistesch Aarbechterpartei (Luxemburgse Socialistische Arbeiderspartij, LSAP).
Pierre Frieden, de President van de Regering (dat wil zeggen premier), overleed op 23 februari 1959 in Zürich. Hij werd als premier opgevolgd door Pierre Werner.

## Samenstelling
| Persoon | Persoon        | Ambt | Partij |
| ------- | -------------- | --- | ------ |
|         | Pierre Frieden | President van de Regering, minister van Onderwijs, Kunsten en Wetenschappen, Religieuze Zaken, Bevolking en Familie, minister van Binnenlandse Zaken | CSV    |
|         | Joseph Bech    | Minister van Buitenlandse Zaken, Buitenlandse Handel en Wijnbouw                                                                                     | CSV    |
|         | Victor Bodson  | Minister van Justitie, Bouw en Transport | LSAP   |
|         | Nic Biever     | Minister van Arbeid, Sociale Zaken, Mijnbouw en Sociale Hulp                                                                                         | LSAP   |
|         | Pierre Werner  | Minister van Financiën en het Leger | CSV    |
|         | Emile Colling  | Minister van Landbouw en Volksgezondheid | CSV    |
|         | Paul Wilwertz  | Minister van Economische Zaken | LSAP   |
|         | Henry Cravatte | Staatssecretaris van Economische Zaken | LSAP   |